# 0,10 Exposición

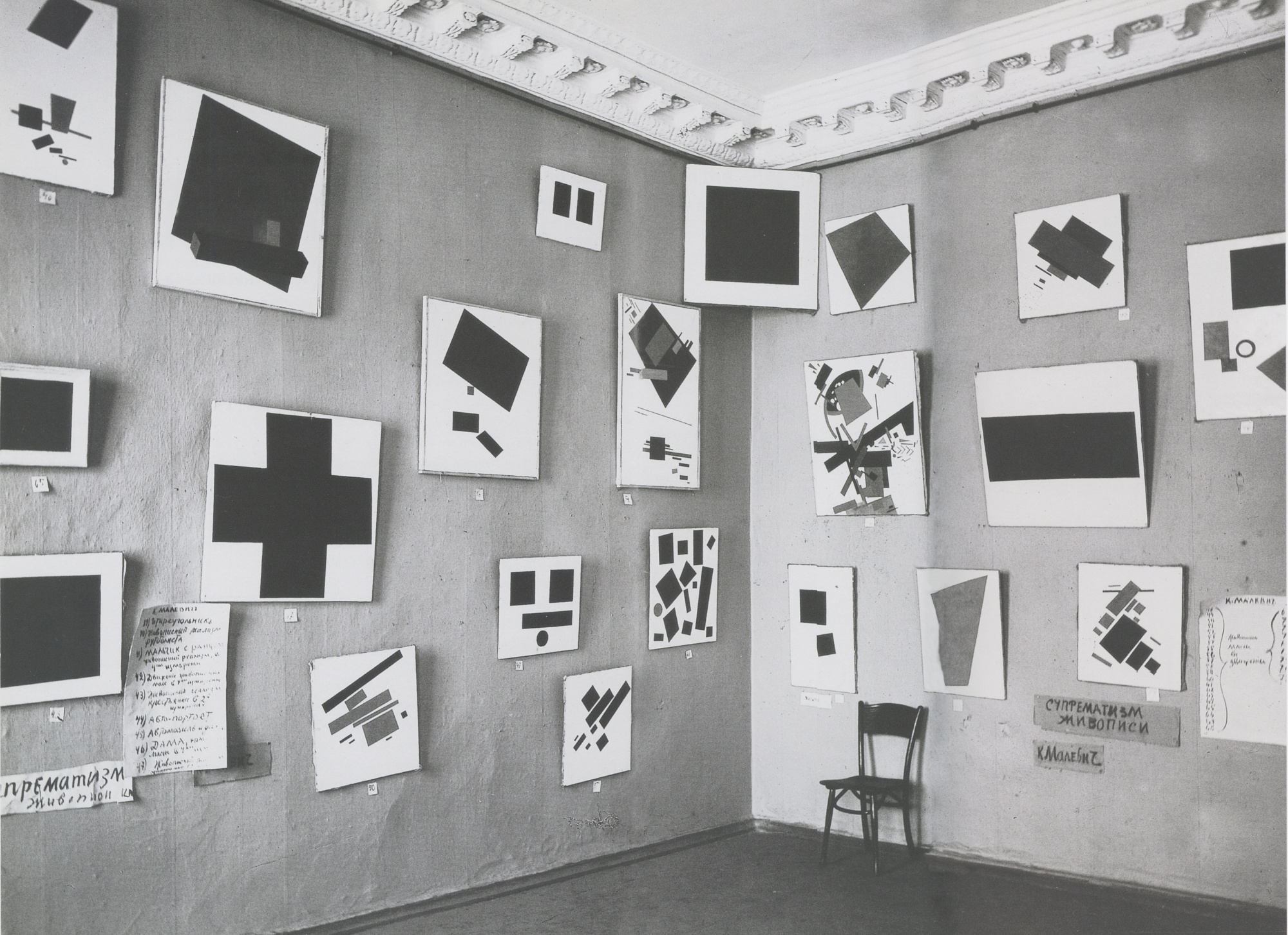
0,10 Exhibición, 1915, Petrogrado

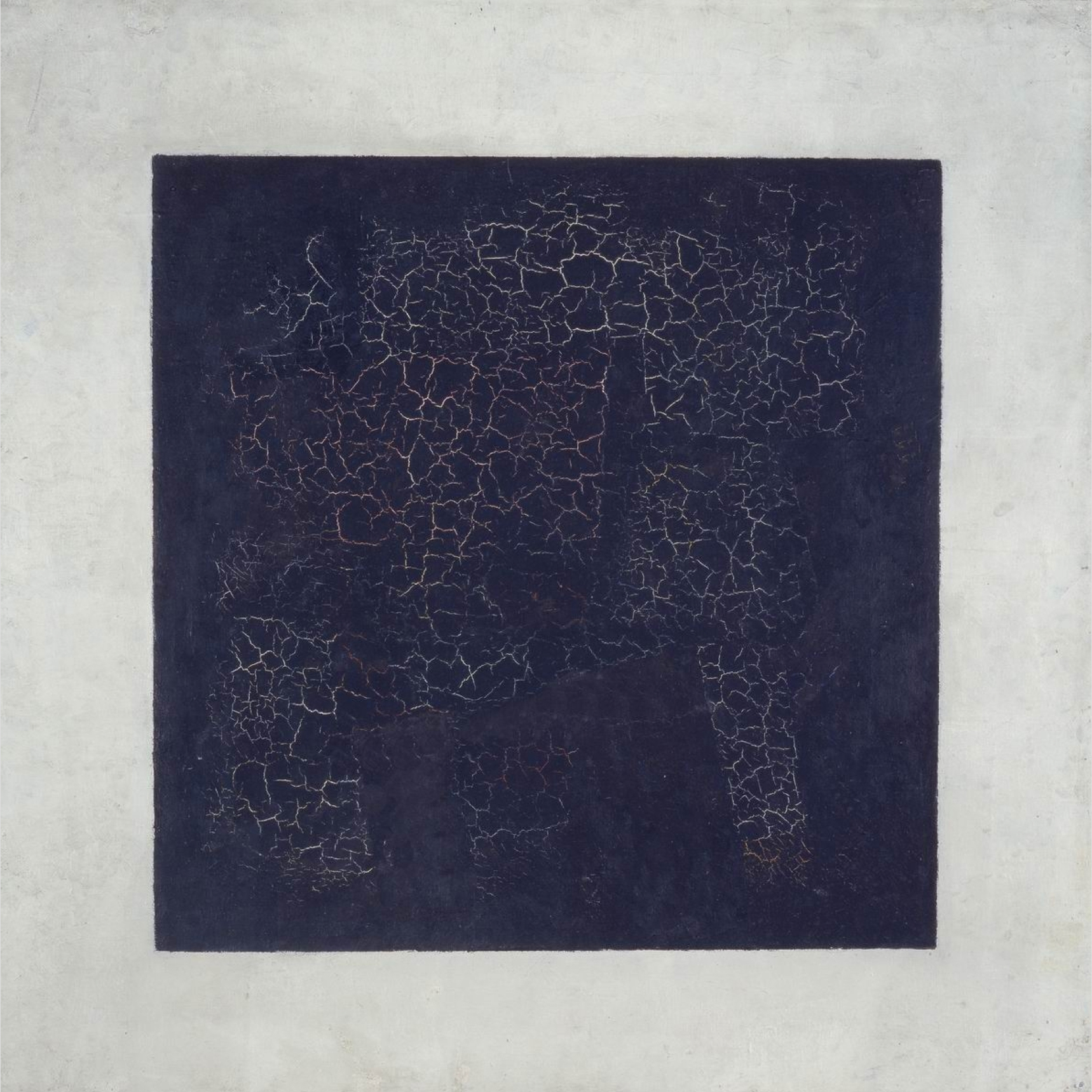
Kazimir Malévich, Cuadrado negro supremático, 1915, óleo sobre lienzo, 79.5 × 79.5 cm, Galería Tretiakov, Moscú

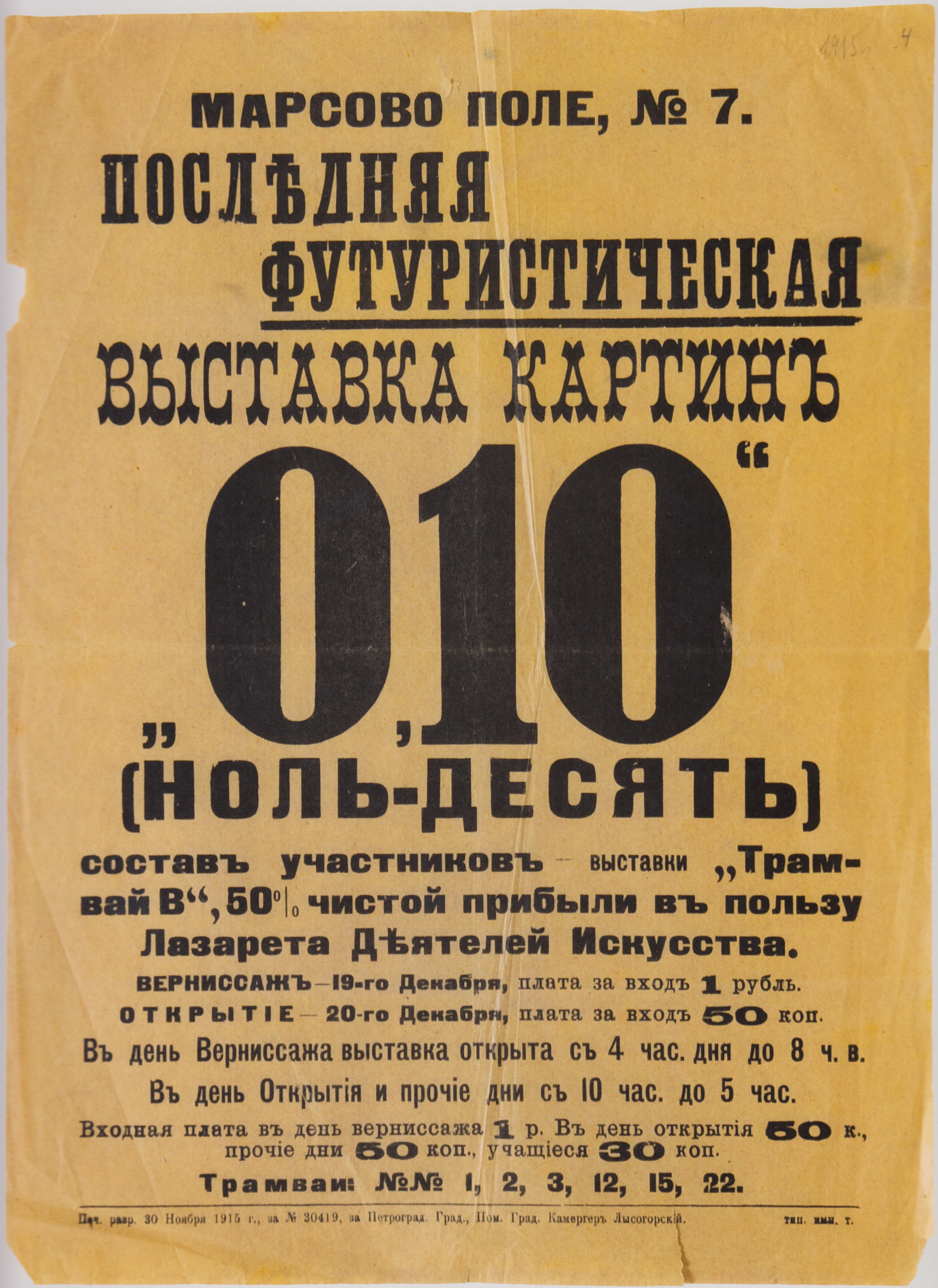
Póster

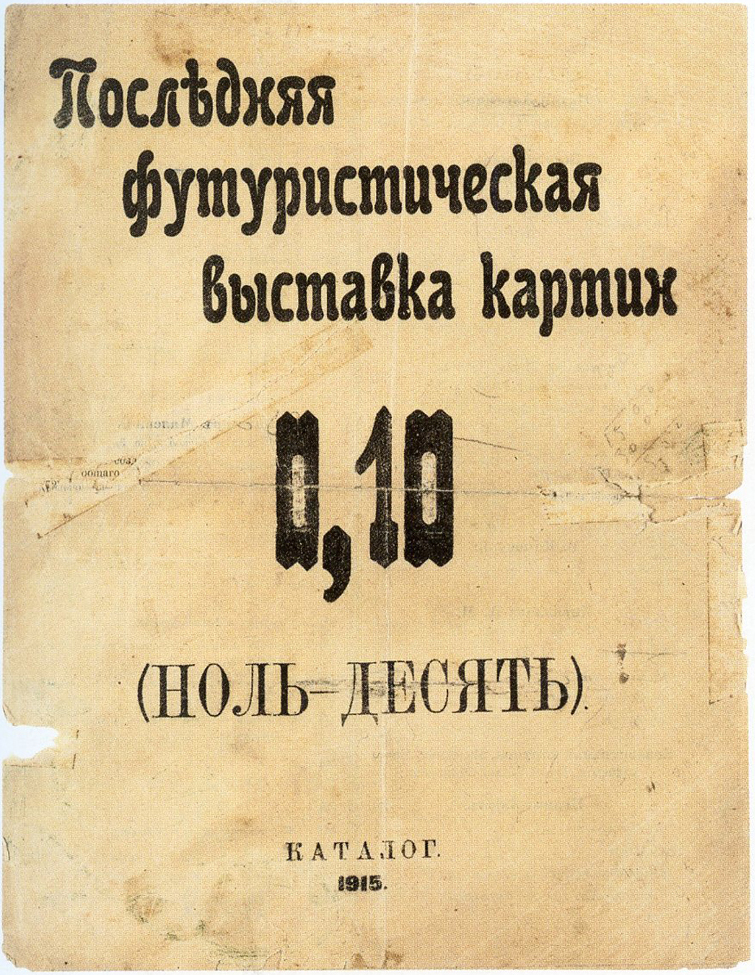
Cubierta del catálogo

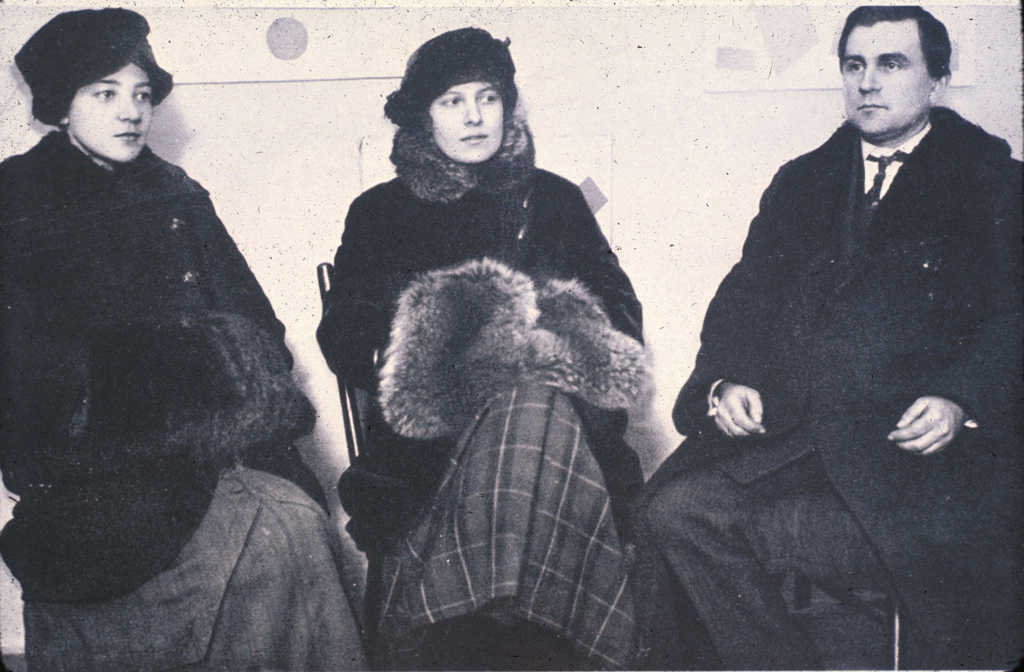
Rozanova, Boguslavskaya y Malévich en la exhibición

                                    La última exposición futurista de pinturas 0,10 (pronunciada "cero-diez")  fue una exposición presentada por la Oficina de Arte Dobychina en Marsovo Pole, Petrogrado (Unión Soviética), del 19 de diciembre de 1915 al 17 de enero de 1916.   La exposición fue importante al inaugurar una forma de arte no objetivo llamada suprematismo, al introducir una lengua vernácula visual atrevida compuesta de formas geométricas de diferentes colores y al significar el fin del anterior movimiento artístico líder de Rusia, el cubofuturismo, de ahí el nombre completo de la exposición. El tipo de abstracción geométrica relacionada con el suprematismo se distinguía por el aparente movimiento cinético y las formas angulares de sus elementos.

## Origen del nombre
El misterioso número 0,10 hace referencia a una figura de pensamiento: el cero, ya sea porque se esperaba que tras la destrucción del Viejo Mundo, el año cero pudiera comenzar de nuevo, o porque los artistas expositores querían encontrar el núcleo de la pintura,  y diez, porque originalmente estaba previsto que participaran diez artistas. De hecho, fueron catorce artistas los que participaron en la exposición. 
La parte no numérica del nombre de la exposición, "Última exposición de pinturas futuristas", fue acuñada por el organizador principal de la exposición, Ivan Puni . 

## Fondo
La primera exposición totalmente futurista en Rusia, "Tramway V", organizada por Puni, se inauguró en marzo de ese año. Vladimir Tatlin fue el foco principal de la exposición,  y la exhibición fue recibida con hostilidad que finalmente condujo a un éxito de escándalo .  La respuesta del público a esta exposición anterior llevaría finalmente a Puni a organizar una última exposición, la Exposición 0,10.
A lo largo de ese año, Kazimir Malevich estuvo ocupado escribiendo y pintando sobre su nuevo movimiento artístico inspirado en el cubofuturismo, el suprematismo . 

## Evento
La exposición en sí se inauguró el 19 de diciembre de 1915 y se cerró el 17 de enero de 1916.  Malevich ahora se sentía listo para anunciar oficialmente el suprematismo, y así se exhibieron treinta y nueve piezas de su trabajo.  Debido a que Malevich y Tatlin eran, debido a una discusión,  rivales  cuando comenzó la exposición, algunos de los artistas decidieron tomar partido. Gracias a la planificación de la sala de Malevich, que ni siquiera Puni conocía, [lower-alpha 1] los artistas que apoyaron a Malevich resultaron victoriosos. 
En total se mostraron 155 obras.  Los aspectos más destacados de la exposición fueron el Cuadrado negro de Malevich, los Contrarrelieves esquineros de Tatlin y el Metrónomo de Olga Rozanova . Algunos visitantes consideraron que el Cuadrado Negro era especialmente escandaloso, porque estaba ubicado en la esquina superior de la sala, un lugar donde los hogares ortodoxos rusos colocan sus íconos.  Los relieves de las esquinas eran una serie de esculturas abstractas. Metrónomo fue una de las obras de Rozanova durante la etapa intermedia de su carrera; El reloj se puede interpretar como una combinación de momentos con el infinito. 
Varias publicaciones relacionadas, por ejemplo el catálogo y Del cubismo al suprematismo de Malevich, acompañaron la exposición. El cartel fue diseñado por Puni. 

## Impacto y legado
Aunque sólo sobrevive una fotografía del espacio de exposición de Malevich,  se atribuye a la exposición el mérito de haber introducido una nueva era innovadora en el arte de vanguardia.  Malevich y varios otros artistas continuarían pintando en el estilo suprematista, mientras que Tatlin se convertiría en constructivista y más tarde se haría famoso por su Torre del mismo nombre.

## Artistas
Finalmente expusieron los siguientes artistas: 
| - Kazimir Malevich - Vladimir Tatlin - Ivan Puni - Liubov Popova - Ivan Kliun - Ksenia Boguslavskaya - Olga Rozanova - Nadezhda Udaltsova - Nathan Altman - Vasily Kamensky - Vera Pestel - Maria Ivanovna Vasilieva - Anna Mikhailovna Kirillova - Mikhail Menkov |